# Task force
Con unità operativa, forza operativa o in inglese task force si indica un ristretto gruppo di persone, altamente competenti e/o specializzate, con funzioni e compiti specifici al compimento di un'operazione o di uno scopo.
L'espressione è utilizzata nel lessico militare, ma anche in vari contesti politici e lavorativi.

## Storia
Il termine taskforce è registrato per la prima volta nel 1927. Il concetto venne poi utilizzati dalla United States Navy, l'espressione (il cui uso nella lingua americana è registrato per la prima volta nel 1941) è diventato ormai di uso comune ed è parte integrante del "glossario" NATO, sebbene si possa tradurre col termine italiano di "unità operativa". Molte organizzazioni civili oggi creano unità operative o unità di pronto intervento per attività temporanee che si suppone possano essere meglio svolte da commissioni ad hoc.